# Francis (bande dessinée)
Pour les articles homonymes, voir Francis.
Francis est une série de bande dessinée humoristique, scénarisée par Jake Raynal et dessinée par Claire Bouilhac, racontant les aventures du blaireau éponyme.

## Synopsis
Chaque strip se compose de six cases et commence de la même façon : Francis se promène dans la campagne. Il lui arrive ensuite toutes sortes d'aventures.

## Albums
- n°1 Francis blaireau farceur, Cornélius coll. « Delphine »,  (ISBN 2-909990-06-0), 1994
Scénario : Jake Raynal - Dessin : Claire Bouilhac - Couleurs : N&B
- n°2 Francis veut mourir, Cornélius coll. « Delphine »,  (ISBN 2-909990-10-9), 1996
Scénario : Jake Raynal - Dessin : Claire Bouilhac - Couleurs : N&B
- n°3 Francis cherche l'amour, Cornélius coll. « Delphine »,  (ISBN 2-909990-39-7), 1997
Scénario : Jake Raynal - Dessin : Claire Bouilhac - Couleurs : N&B
- n°4 Francis sauve le monde, Cornélius coll. « Delphine »,  (ISBN 2-915492-04-2), 2005
Scénario : Jake Raynal - Dessin : Claire Bouilhac - Couleurs : N&B
- n°5 Francis rate sa vie, Cornélius coll. « Delphine »,  (ISBN 978-2-915492-68-2), 2009
Scénario : Jake Raynal - Dessin : Claire Bouilhac - Couleurs : N&B
- n°6 Francis est malade, 2013, Cornélius coll. « Delphine », N&B
Scénario : scénariste - Dessin : Jake Raynal - Couleurs : Claire Bouilhac -  (ISBN 978-2-360-81065-9)
- n°7 Francis est papa, Cornélius coll. « Delphine »,  (ISBN 978-2-360-81134-2), 2017
Scénario : Jake Raynal - Dessin : Claire Bouilhac - Couleurs : N&B
- n°8 Francis en vacances, 2021, Cornélius coll. « Delphine », N&B
Scénario : scénariste - Dessin : Jake Raynal - Couleurs : Claire Bouilhac -  (ISBN 9782360811878)
- HS Francis, Cornélius coll. « Delphine »,  (ISBN 978-2-360-81069-7), 2013
Scénario : Jake Raynal - Dessin : Claire Bouilhac - Couleurs : N&B

## Spectacle
En 2016, adaptant la série Francis, la compagnie Victor B. organise le spectacle Francis sauve le monde au Théâtre de Namur, reprenant 30 des 240 petites histoires.